# Álvaro Rodríguez Echeverría

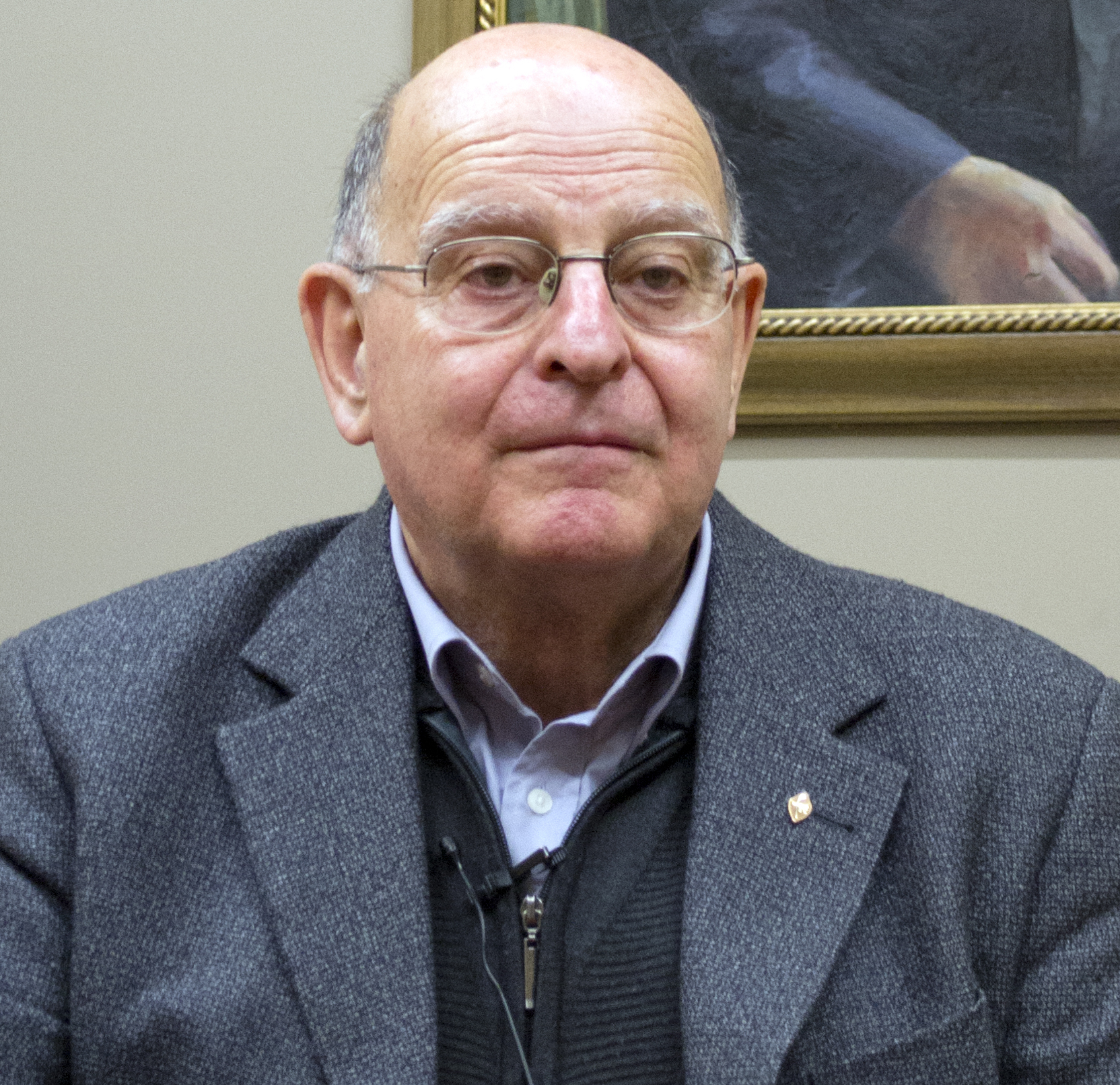
Álvaro Rodríguez Echeverría

Álvaro Rodríguez Echeverría FSC (* 8. Juli 1942 in San José, Costa Rica) ist Generalsuperior des römisch-katholischen Ordens der Brüder der christlichen Schulen, mit etwa 70.000 Brüdern in 80 Ländern der Erde die größte Brüdergemeinschaft.
Álvaro Rodríguez trat 1959 der Ordensgemeinschaft der Brüder der christlichen Schulen (De la Salle Brothers) bei und studierte von 1961 bis 1964 Theologie am Instituto San Pío X. im spanischen Salamanca und von 1968 bis 1972 Philosophie an der mexikanischen Universidad La Salle (ULSA). 1968 empfing er die Priesterweihe. Von 1964 bis 1992 hatte er Lehr- und Verwaltungspositionen in seinem Orden inne.
1992 wurde er zum Generalvikar der De la Salle Brothers mit Sitz in Rom gewählt. 2000 erfolgte die Wahl zum 27. Generalsuperior mit einer Amtszeit von sieben Jahren und Wiederwahl 2007.